# Ян Гус (фильм, 2015)
«Ян Гус» (чеш. Jan Hus) — чешский исторический телевизионный фильм (мини-сериал), поставленный режиссером Иржи Свободой в память 600-летия смерти Яна Гуса.
Фильм повествует о жизни и  деятельности выдающегося чешского проповедника Яна Гуса. Картина состоит из трех частей.

## Сюжет
Чешский король Вацлав IV взят под стражу братом Сигизмундом. Войско Сигизмунда пришедшее в Чехию, занимается грабежом и насилием. Мужественный священник Ян Гус открыто критикует введенный новый режим. Он выступает против папских булл и индульгенций, церковных злоупотреблений, отрицает власть папства и непогрешимость пап. Папа налагает на Прагу интердикт, и Гус вынужден покинуть Прагу. В родном городе Гусинец становится небезопасно и, ему предлагают надежное убежище.
 
Гуса приглашают принять участие в  Констанцском соборе. Он соглашается, но по дороге его вероломно арестовывают по приказу папы. Над Гусом устраивают суд. Его казнят 6 июня 1415 года.

## В ролях
- Матей Гадек — Ян Гус
- Ян Доланский — Степан Палец
- Давид Новотны — Кристиан из Прахатице
- Милан Княжко — доминканец
- Михаил Длоухи — германский король Сигизмунд
- Вацлав Нейзил — Ян из Хлума
- Петр Климс — Ян Протива
- Любош Веселы — генеральный викарий Кбель
- Петр Стах — Джиндрих Лефл
- Владимир Яворский — король Чехии Вацлав IV
- Марика Шопоска — София Баварская, жена Вацлава IV
- Павел Гайдос — Авраам
- Петр Лненицка — архиепископ Збынек Зайич
- Ян Плухар — Иероним Пражский
- Томас Каргер — Вокс Вальдштейн
- Хартмут Круг — Мейстерманн
- Анна Конова — мать Гуса
- Иво Кубечка — отец Гуса
- Лукас Мельник — брат Гуса Якуб
- Мари Пулова — жена Якуба
- Любош Павел — Фридрих Бранденбургский
- Петр Степан — архиепископ Дзабарелла
- Хайнек Чмелар — Людвиг из Фалька

 В эпизодах : Иржи Бартон, Петра Спалкова, Томас Дастлик, Даниэла Ворачова, Ондрей Чесак.

## Съемочная группа
- Режиссер: Иржи Свобода
- Сценарист: Ева Кантуркова
- Продюсер: Игорь Кристофф, Виктор Кристофф, Сильвия Токарова
- Оператор: Владимир Смутный
- Композитор: Майкл Кочаб
- Дизайнер серийного производства: Иржи Штернвальд
- Художественный оформитель: Иржи Карасек
- Гример: Рене Стейскал
- Каскадеры: Герберт Хайсслер, Игорь Кристофф, Радим Леб, Мартин Смейкал, Доминик Зика, Вит Матейчик, Йиндржих Влчек
- Ассистенты оператора: Иржи Холец, Ян Яса, Марек Рудольф
- Прочие: Михаил Пекарек, И Куска

## Производство
Фильм является одним из самых дорогих проектов Чешского телевидения (Česká televize).

Также, в производстве фильма приняли участие компании Three Brothers Production и  ARRI Rental.

## Дистрибьютеры
- Česká televize (2015, Чехия, TV)
- Absolut Medien[англ.] (2016, Германия, DVD)